# Sciara nigropicea
Sciara nigropicea är en tvåvingeart som beskrevs av Walker 1848. Sciara nigropicea ingår i släktet Sciara och familjen sorgmyggor.
Artens utbredningsområde är Sierra Leone. Inga underarter finns listade i Catalogue of Life.